# Isdromas monterai
Isdromas monterai är en stekelart som först beskrevs av Costa Lima 1948.  Isdromas monterai ingår i släktet Isdromas och familjen brokparasitsteklar. Inga underarter finns listade i Catalogue of Life.